# Ernest Monnington Bowden
Ernest Monnington Bowden (Irlanda, 1859 – Ramsgate, 3 aprile 1904) è stato un inventore irlandese, fu l'inventore del cavo Bowden.

## Biografia
Ernest Monnington Bowden visse al 35 di Bedford Place, Londra, W.C. Il suo primo brevetto (English Patent 25,325 e U.S. Pat. No. 609,570) fu ottenuto nel 1896. La principale caratteristica del cavo Bowden è la flessibilità del tubo che contiene un cavo fatto da più trefoli che può scorrere rispetto alla guaina che lo contiene, trasmettendo il moto, senza bisogno di pulegge, giunzioni o rinvii. Il cavo fu ideato per i freni delle biciclette. Il Bowden Brake fu ben accolto nel mondo ciclistico dell'epoca. Sir Frank Bowden, 1st Baronet, il fondatore della Raleigh Bicycle Company fu in passato indicato come l'inventore del cavo Bowden, usato al posto delle barre rigide per i freni delle sue biciclette nel 1902. Questa può essere la ragione dell'attribuzione dell'invenzione del cavo, che ancora oggi è argomento di disputa.